# ذا كاتاليست
ذا كاتاليست، (بالإنجليزية: The Catalyst) هي أغنية لفرقة الروك الأمريكية لينكين بارك، أُصدرَت في الثاني من أغسطس 2010. وهي الأغنية المنفردة الأولى من ألبومهم الستودويِّ الرابع أثاوزند سنز. قام دي جي الفرقة جو هان بإخراج فيديو الأغنية.

## روابط خارجية
- ذا كاتاليست على موقع أول موفي (الإنجليزية)